# 最上清流
最上清流（さいじょうせいりゅう、FINE SEIRYU）は、福岡県に本社を置く株式会社エヴァブリッヂが製造・販売するセントラル浄水器である。  

## 概要
株式会社エヴァブリッヂは2006年2月に設立され、同年より「最上清流」の製造販売を開始した。もともと1997年に株式会社啓プロジェクトが販売開始したセントラル浄水器製品を継承する形で開発されたものである。福岡県那珂川市の自社工場において、「最上清流」ブランドを含む各種浄水器カートリッジを開発・製造している。

## 特徴
- 粒状活性炭を用いた充填式カートリッジ方式
- 全館対応型のセントラル浄水システム
- 大容量フィルターとステンレス製筐体を採用

これにより、住宅だけでなく業務用途にも利用可能とされる。  

## 導入事例
- 全国で稼働している「水の自動販売機」に、最上清流のカートリッジ技術が採用されている[3]。
- その他、病院、飲食店、美容室、保育園、介護施設など多様な施設で使用されている。

## 評価・言及
- 技術比較サイト「Metoree」に掲載されている[1]。
- 産業ポータル「イプロス」に製品情報が掲載されている[2]。